# Muhamedin Kullashi
Muhamedin Kullashi, né le 29 novembre 1949 à Peć, est un philosophe, enseignant et diplomate franco-kosovar.

## Biographie
Il est maître de conférences à l'université Paris-VIII à partir de 2012. Il possède la nationalité française.
Il est chargé d'affaires du Kosovo, avant la proclamation d'indépendance, puis il est nommé premier ambassadeur de la république du Kosovo à Paris en 2009, bien que l'ambassade ne soit pas encore complètement opérationnelle. Il demeure en poste jusqu'en juillet 2016.
Il est l'auteur de plusieurs ouvrages philosophiques et historiques en rapport avec la région des Balkans, aux éditions L'Harmattan.